# Saison 2 de Doctor Who, deuxième série
Cet article concerne la deuxième série. Pour les autres séries, voir Saison 2 de Doctor Who, première série et Saison 2 de Doctor Who, troisième série.
Chronologie
Saison 1 Saison 3
Cet article présente les épisodes de la deuxième saison de la seconde série télévisée Doctor Who.

## Synopsis de la saison
Qu'est ce que l'Institut Torchwood ? Que va-t-il se passer pour que Rose devienne comme l'a dit la Bête : "la petite fille qui mourra si tôt dans la bataille" ?

## Distribution
Acteurs principaux
- David Tennant (VF : David Manet) : Le Docteur
- Billie Piper (VF : Géraldine Frippiat) : Rose Tyler

Acteurs secondaires
- Camille Coduri (VF : Nathalie Hons) : Jackie Tyler (épisodes Noël 2005, 1, 5, 6, 10, 12 et 13)
- Noel Clarke (VF : Philippe Allard) : Mickey Smith (épisodes Noël 2005, 1, 3, 4, 5, 6, 12 et 13)
- Shaun Dingwall (VF : Lionel Bourguet) : Pete Tyler (épisodes 5, 6 et 13)
- Penelope Wilton (VF : Anne-Marie Cappeliez) : Harriet Jones (Noël 2005)
- Lachele Carl : Trinity Wells (Noël 2005)
- Zoë Wanamaker : Lady Cassandra (épisode 1)
- Elisabeth Sladen (VF : Jacqueline Ghaye) : Sarah Jane Smith (épisode 3)
- John Leeson : K-9 (épisode 3)
- Freema Agyeman (VF : Mélanie Dermont) : Adeola Oshodi (épisode 12)
- Catherine Tate (VF : Carole Baillien) : Donna Noble (épisode 13)

## Production

### Réalisation
| Block | Épisode(s)                                          | Réalisateur.trice | Scénariste(s)    | Producteur.trice                           | Code |
| ----- | --------------------------------------------------- | ----------------- | ---------------- | ------------------------------------------ | ---- |
| 1     | L'Invasion de Noël (Spécial Noël 2005)              | James Hawes       | Russell T Davies | Phil Colinson                              | 2X   |
| 1     | L'École des retrouvailles (Épisode 3)               | James Hawes       | Toby Whithouse   | Phil Colinson                              | 2.3  |
| 1     | Une nouvelle Terre (Épisode 1)                      | James Hawes       | Russell T Davies | Phil Colinson                              | 2.1  |
| 2     | Un loup-garou royal (Épisode 2)                     | Euros Lyn         | Russell T Davies | Phil Colinson                              | 2.2  |
| 2     | La Cheminée des temps (Épisode 4)                   | Euros Lyn         | Steven Moffat    | Phil Colinson                              | 2.4  |
| 3     | Le Règne des Cybermen, 1ère partie (Épisode 5)      | Graeme Harper     | Tom MacRae       | Phil Colinson                              | 2.5  |
| 3     | Le Règne des Cybermen, 2ème partie (Épisode 6)      | Graeme Harper     | Tom MacRae       | Phil Colinson                              | 2.6  |
| 3     | L'Armée des ombres (Épisode 12)                     | Graeme Harper     | Russell T Davies | Phil Colinson                              | 2.12 |
| 3     | Adieu Rose (Épisode 13)                             | Graeme Harper     | Russell T Davies | Phil Colinson                              | 2.13 |
| 3     | Doctor Who : Born Again (Minisode Children in Need) | Euros Lyn         | Russell T Davies | Phil Colinson                              | CIN  |
| 3     | Attack of the Graske (Minisode Intéractif)          | Ashley Way        | Gareth Roberts   | Jo Pearce, Sophie Fante & Andrew Whithouse | –    |
| 4     | L'Hystérique de l'étrange lucarne (Épisode 7)       | Euros Lyn         | Mark Gatiss      | Phil Colinson                              | 2.7  |
| 4     | Londres 2012 (Épisode 11)                           | Euros Lyn         | Matthew Graham   | Phil Colinson                              | 2.11 |
| 5     | La Planète du Diable, 1re partie (Épisode 8)        | James Strong      | Matt Jones       | Phil Colinson                              | 2.8  |
| 5     | La Planète du Diable, 2e partie (Épisode 9)         | James Strong      | Matt Jones       | Phil Colinson                              | 2.9  |
| 6     | L.I.N.D.A. (Épisode 10)                             | Dan Zeff          | Russell T Davies | Phil Colinson                              | 2.10 |

## Liste des épisodes

### Épisode spécial:L'Invasion de Noël
- Royaume-Uni : 25 décembre 2005 sur BBC One

- Royaume-Uni : 9,8 millions de téléspectateurs (première diffusion)

- Noel Clarke : Mickey Smith
- Camille Coduri : Jackie Tyler

### Épisode 1:Une nouvelle Terre
- Royaume-Uni : 15 avril 2006 sur BBC One

- Royaume-Uni : 8,6 millions de téléspectateurs (première diffusion)

- Zoë Wanamaker : Lady Cassandra

### Épisode 2:Un loup-garou royal
- Royaume-Uni : 22 avril 2006 sur BBC One

- Royaume-Uni : 9,2 millions de téléspectateurs (première diffusion)

### Épisode 3:A L'École des retrouvailles
- Royaume-Uni : 29 avril 2006 sur BBC One

- Royaume-Uni : 8,3 millions de téléspectateurs (première diffusion)

- Noel Clarke (Mickey Smith)
- Elisabeth Sladen : Sarah Jane Smith
- Anthony Head : Mr Finch

### Épisode 4:La Cheminée des temps
- Royaume-Uni : 6 mai 2006 sur BBC One

- Royaume-Uni : 7,9 millions de téléspectateurs (première diffusion)

- Noel Clarke (Mickey Smith)
- Sophia Myles (Madame de Pompadour)

### Épisode 5:Le Règne des Cybermen, première partie
- Royaume-Uni : 13 mai 2006 sur BBC One

- Royaume-Uni : 9,2 millions de téléspectateurs (première diffusion)

- Noel Clarke : (Mickey Smith)
- Camille Coduri : Jackie Tyler
- Shaun Digwall : Peter Tyler
- Roger Lloyd-Pack : John Lumic

### Épisode 6:Le Règne des Cybermen, deuxième partie
- Royaume-Uni : 20 mai 2006 sur BBC One

- Royaume-Uni : 9 millions de téléspectateurs (première diffusion)

- Noel Clarke : (Mickey Smith)
- Shaun Digwall : Peter Tyler
- Roger Lloyd-Pack : John Lumic

### Épisode 7:L'Hystérique de l'étrange lucarne
- Royaume-Uni : 27 mai 2006 sur BBC One

- Royaume-Uni : 6,8 millions de téléspectateurs (première diffusion)

### Épisode 8:La Planète du Diable, première partie
- Royaume-Uni : 3 juin 2006 sur BBC One

- Royaume-Uni : 6,3 millions de téléspectateurs (première diffusion)

### Épisode 9:La Planète du Diable, deuxième partie
- Royaume-Uni : 10 juin 2006 sur BBC One

- Royaume-Uni : 6,1 millions de téléspectateurs (première diffusion)

### Épisode 10:L.I.N.D.A.
- Royaume-Uni : 17 juin 2006 sur BBC One

- Royaume-Uni : 6,7 millions de téléspectateurs (première diffusion)

### Épisode 11:Londres 2012
- Royaume-Uni : 24 juin 2006 sur BBC One

- Royaume-Uni : 7,1 millions de téléspectateurs (première diffusion)

### Épisode 12:L'Armée des ombres
- Royaume-Uni : 1er juillet 2006 sur BBC One

- Royaume-Uni : 8,2 millions de téléspectateurs (première diffusion)

- Shaun Digwall : Peter Tyler
- Camille Coduri : Jackie Tyler
- Tracy-Ann Oberman : Yvonne Hartman
- Freema Agyeman : Adeola Oshodi
- Noel Clarke : (Mickey Smith)

### Épisode 13:Adieu Rose
- Royaume-Uni : 8 juillet 2006 sur BBC One

- Royaume-Uni : 8,2 millions de téléspectateurs (première diffusion)

- Shaun Digwall : Peter Tyler
- Camille Coduri : Jackie Tyler
- Tracy-Ann Oberman : Yvonne Hartman
- Freema Agyeman : Adeola Oshodi
- Noel Clarke : (Mickey Smith)